# Sanmarks beektorretje
Sanmarks beektorretje (Oreodytes sanmarkii) is een keversoort uit de familie waterroofkevers (Dytiscidae). De wetenschappelijke naam van de soort is voor het eerst geldig gepubliceerd in 1826 door C.R.Sahlberg.